# Vulnerabilidad sísmica

El último día de Pompeya.

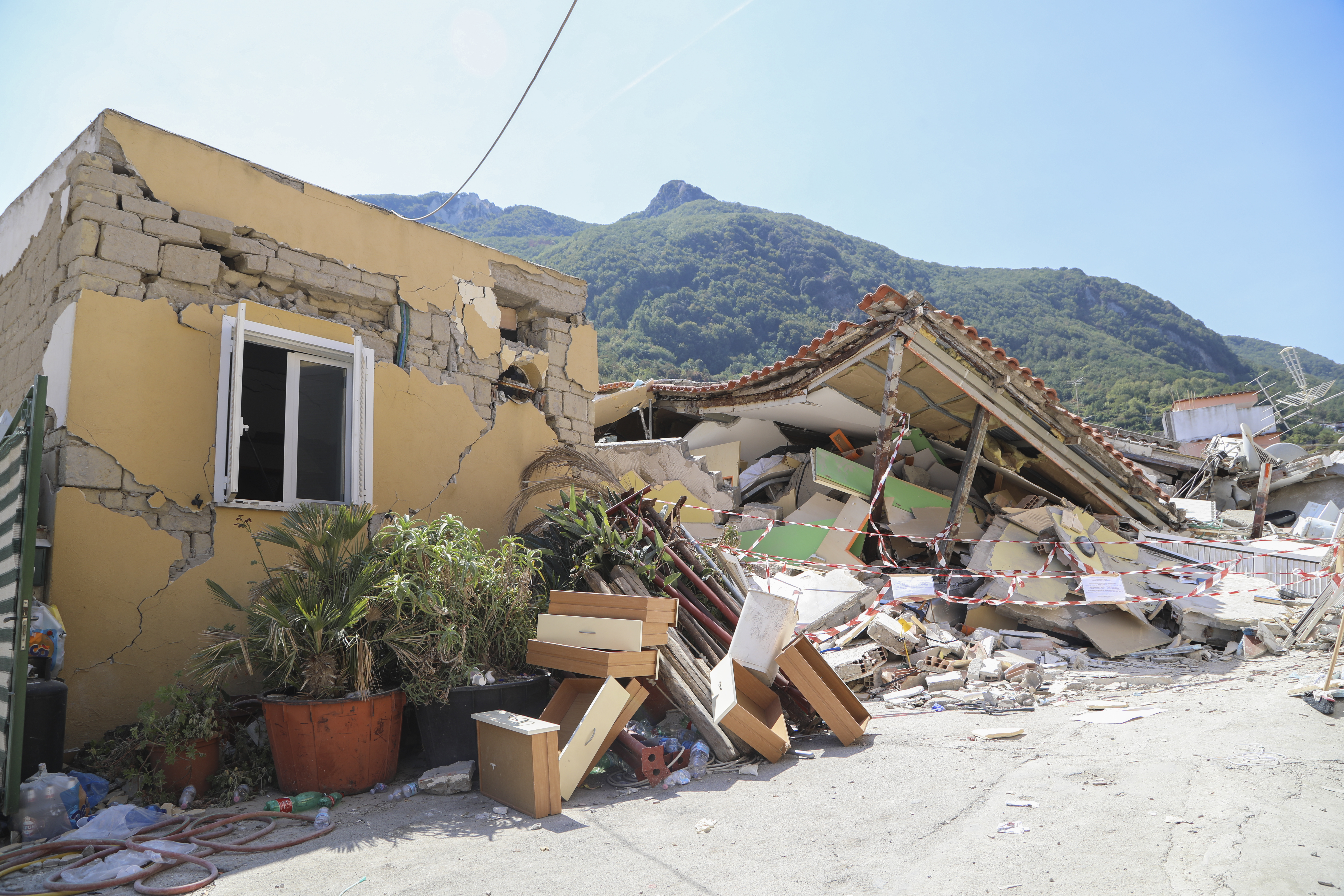
Colapso del edificio de la derecha y graves daños en el de la izquierda tras el terremoto de Ischia 2017

La vulnerabilidad sísmica de una edificación es una magnitud que permite cuantificar el tipo de daño estructural, el modo de fallo y la capacidad resistente de una estructura bajo unas condiciones probables de sismo. 
La vulnerabilidad sísmica cuantifica la probabilidad de que un edificio resulte dañado debido a un evento sísmico debido a sus características: tipología estructural, material estructural, altura o número de plantas, año de construcción, etc. El peligro sísmico es la magnitud que cuantifica el riesgo debido a la zona geográfica sobre la cual se emplaza el edificio. Tanto la vulnerabilidad sísmica de un edificio, como el peligro sísmico asociado a su emplazamiento, así como el daño sísmico potencial, contribuyen a cuantificar el riesgo sísmico asociado a un conjunto. 
De esta manera, dos edificios idénticos en sus características físicas presentarán una vulnerabilidad sísmica equivalente, pero un peligro sísmico que dependerá de acuerdo al lugar del emplazamiento.
La vulnerabilidad sísmica es el área de trabajo de la ingeniería sísmica cuyo objetivo es reducir el riesgo sísmico teniendo en cuenta los costos y los principios de la ingeniería estructural.
El procedimiento actual para determinar la vulnerabilidad sísmica de un edificio parte del estudio de su curva de capacidad mediante un análisis "pushover" que consiste en aplicar una fuerza estática de valor creciente de manera que se obtiene una curva que relaciona la fuerza con el desplazamiento. A partir de dicha curva y por medio de un análisis estadístico se obtiene su curva de fragilidad.